# Возвращение Улисса на родину
«Возвращение Улисса на родину» (итал. Il ritorno d’Ulisse in patria, SV 325) — опера в пяти действиях с прологом (в более поздней редакции — три действия) Клаудио Монтеверди на либретто Джакомо Бадоаро. Была впервые исполнена в театре Санти-Джованни-э-Паоло в Венеции во время карнавального сезона 1639—1640 года. Сюжет взят из второй части «Одиссеи» Гомера. После своего долгого путешествия домой с Троянской войны Улисс, царь Итаки, наконец возвращается на свой остров, где обнаруживает, что трое женихов захватили власть и добиваются любви его верной жены, Пенелопы. С помощью богов, сына Телемака и верного друга Эвмея Улисс побеждает женихов и восстанавливает свою власть над Итакой.
«Возвращение…» — первая из трёх опер, которые Монтеверди написал для бурно развивающегося венецианского оперного театра в течение последних пяти лет своей жизни. После первых, прошедших с успехом, спектаклей в Венеции опера была исполнена в Болонье и снова возвратилась в Венецию в карнавальный сезон 1640—1641 года. В дальнейшем, за исключением вероятной постановки при императорском дворе в Вене в конце XVII века, до начала XX века не ставилась.
В новое время музыка оперы стала известна после обнаружения в XIX веке незавершённой рукописи партитуры, которая имеет множество отклонений от сохранившейся версии либретто. После публикации в 1922 году партитуры её подлинность была поставлена под сомнение, в течение последующих 30 лет постановки «Возвращения…» были редким явлением на оперной сцене. В 1950-е годы опера была признана произведением Монтеверди. После исполнения в Вене и Глайндборне в начале 1970-х годов «Возвращение…» обрело популярность, было поставлено в оперных театрах всего мира и многократно записано.
Вместе с другими венецианскими произведениями Монтеверди «Возвращение…» считается одной из первых современных опер. Её музыка, обнаруживая влияние прошлой эпохи, раскрывает в то же время развитие Монтеверди как оперного композитора, использовавшего как новые формы: ариозо, дуэт и ансамбль, так и речитатив старого стиля. Снова, как и в первой своей опере, «Орфее», Монтеверди обращается к внутреннему миру человека, раскрывая посредством музыки его чувства и эмоции. 

## История создания
Монтеверди был придворным композитором у герцога Винченцо Гонзага в Мантуе, в это время он создал свои первые оперы: «Орфея» и «Ариадну» (1606—1608). После ссоры с преемником Винченцо, герцогом Франческо, Монтеверди в 1613 году переехал в Венецию и стал руководителем капеллы базилики Сан-Марко, эту должность он занимал до конца своей жизни. Наряду с постоянным сочинением мадригалов и церковной музыки Монтеверди продолжил работу и над произведениями для музыкальной сцены. Он написал несколько балетов, а для венецианского карнавала 1624—1625 годов — «Сражение Танкреда и Клоринды», в котором соединились черты балета, оперы и оратории.
В 1637 году, с открытием театра Сан-Кассиано, в Венеции началась эпоха оперы. Поддерживаемый семьёй венецианских патрициев Трон, Сан-Кассиано стал первым в мире театром, специально созданным для оперных представлений. Первым спектаклем, сыгранным в нём, стала «Андромеда» Франческо Манелли и Бенедетто Феррари (6 марта 1637 года). Она была принята с большим энтузиазмом, как и следующее произведение тех же авторов, La Maga fulminata, поставленное в следующем году. Вскоре в Венеции было открыто ещё три оперных театра, так как правящие семьи Республики стремились продемонстрировать свои богатство и статус, поддерживая новую музыкальную моду. Сначала Монтеверди оставался в стороне от оперного бума, возможно, из-за своего возраста (ему было уже за 70) или из-за своего положения. Тем не менее неизвестный современник, комментируя молчание Монтеверди, выразил мнение, что маэстро, возможно, ещё напишет оперу для Венеции: «Бог даст, в одну из этих ночей он тоже выйдет на сцену». Первая венецианская премьера Монтеверди произошла в карнавальный сезон 1639—1640 года, когда была восстановлена его «Ариадна» в театре Сан-Моизе.
За «Ариадной» одна за другой были поставлены три совершенно новые оперы Монтеверди, из которых «Возвращение…» была первой. Вторая, «Свадьба Энея и Лавинии», игралась во время карнавала 1640—1641 года. Музыка Монтеверди утрачена, но копия либретто, неизвестного авторства, дошла до наших дней. Последней из трёх стала созданная для карнавала 1642—1643 года «Коронация Поппеи», её премьера состоялась незадолго до смерти композитора в 1643 году.

### Либретто
Джакомо Бадоаро, плодовитый поэт, писавший на венецианском диалекте, состоял в Академии дельи Инкогнити, группе свободомыслящих интеллектуалов, заинтересованных в продвижении музыкального театра в Венеции. Сам Бадоаро имел финансовый интерес в театре Новиссимо. Либретто «Возвращения…» было его первой работой для оперного театра. Позднее, в 1644 году, он написал «Улисса» — либретто для Франческо Скарлатти. Текст «Возвращения…» первоначально был разделён на пять актов, но впоследствии переделан в трёхактный. Либретто является адаптацией, довольно близкой к «Одиссее» Гомера (книги 13-23), при этом характеры некоторых персонажей были дополнены или изменены. Бадоаро, возможно, был под влиянием пьесы 1591 года «Пенелопа» Джамбаттиста делла Порты. Либретто писалось с явной целью вовлечь Монтеверди в мир венецианской оперы, и, очевидно, захватило воображение пожилого композитора Бадоаро и Монтеверди использовали классический сюжет, но создали произведение, в котором затрагиваются вневременные человеческие проблемы.
Исследователь творчества Монтеверди Эллен Розан насчитывает 12 версий либретто, которые появились после первого исполнения оперы. Большинство из них — копии XVIII века, возможно, одного источника; некоторые из них представляют собой литературные версии, не связанные с каким-либо театральным представлением. Во всех, кроме одного из 12 либретто автором назван Бадоаро. Только в двух появляется имя Монтеверди как создателя музыки, обыкновенно в изданиях либретто имена композиторов упоминались редко. Тексты всех либретто имеют расхождения с сохранившейся копией партитуры Монтеверди, в которой три акта вместо пяти, другой пролог, иной финал, а многие сцены и пассажи либо опущены, либо переставлены. В некоторых версиях либретто местом первой постановки оперы назван театр Сан-Кассиано, хотя в настоящее время считается, что премьера прошла в Театре Сан-Джованни-э-Паоло.

### Музыка
Неизвестно, когда Монтеверди получил либретто от Бадоаро, но это было, по-видимому, до 1639 года, так как опера писалась к карнавалу 1639—1640 года. В соответствии с традицией, сложившейся в венецианской опере, партитура была написана для небольшой группы — около пяти исполнителей на струнных инструментах и континуо. Венецианские меценаты, поддерживавшие оперные театры, требовали успешных постановок при минимальном бюджете. Как было принято в то время, точный состав оркестра не указан в партитуре, существующей в единственном рукописном экземпляре, который был обнаружен в Национальной библиотеке Вены в XIX веке.
Изучение партитуры раскрывает многие характерные черты Монтеверди-композитора, полученные из многолетнего опыта сочинения вокальных произведений и произведений, предназначенных для сцены. По мнению Розан, наличие существенных расхождений между партитурой и либретто не ставит под сомнение авторство Монтеверди, а, наоборот, подтверждает его, так как композитор был хорошо известен адаптациями текстов, с которыми работал. Рингер выражается ещё сильнее, считая, что «Монтеверди смело изменил написанное Бадоаро, преобразовав в единую и в высшей степени эффективную основу для музыкальной драмы». Рингер отмечает, что Бадоаро утверждал, что он более не может признать [либретто] своим собственным произведением. Современники проводили параллель между Улиссом и Монтеверди; как гомеровский герой возвращался домой после долгого отсутствия, так и Монтеверди через 30 лет после своих первых опер снова вернулся в музыкальный театр.

### Проблема авторства
До и после публикации партитуры оперы в 1922 году исследователи высказывали сомнения в атрибуции оперы Монтеверди, колебания в определении авторства продолжались до 1950 года. Так, итальянский музыковед Джакомо Бенвенути после постановки 1942 года в Милане предположил, что опера просто недостаточно хороша, чтобы быть произведением Монтеверди. Помимо стилистических различий между «Возвращением…» и другой сохранившейся поздней оперой Монтеверди, «Коронацией Поппеи», главным обстоятельством, вызывающим сомнения, было несоответствие содержания либретто партитуре «Возвращения…». Тем не менее бо́льшая часть вопросов относительно атрибуции была решена благодаря открытию в новое время документальных источников, в которых подтверждается, что оперу написал Монтеверди. Это письмо неизвестного либреттиста «Свадьбы Энея и Лавинии», в котором обсуждаются указания Монтеверди к партитуре «Возвращения…»; предисловие Бадоаро в издании либретто «Возвращения…», где он, обращаясь к композитору, отмечал: «я решительно заявляю, что мой Улисс больше в долгу перед Вами, чем когда-либо был реальный Улисс в долгу перед постоянно милостивой Миневрой»; письмо Бадоаро, которое он написал в 1644 году Микеланджело Торчильяни (итал. Michelangelo Torcigliani), со словами: «„Возвращение Улисса на родину“ украшен музыкой Клаудио Монтеверди, человека большой славы и непреходящего значения»; и, наконец, брошюра Le Glorie della Musica (1640), в которой Бадоаро — Монтеверди названы создателями оперы. По словам клавесиниста и дирижёра Серджо Вартоло, эти факты указывают на Монтеверди как основного композитора оперы «без тени сомнения». Несмотря на то, что некоторые части партитуры могли быть написаны другими композиторами, нет никаких сомнений в том, что опера является по существу произведением Монтеверди и сохранилась в виде, близком к своей первоначальной концепции.

## Роли
Партитура написана для тридцати ролей, включая малые хоры небожителей, сирен и феаков, однако эти партии могут быть исполнены силами четырнадцати певцов (три сопрано, два меццо-сопрано, один альт, шесть теноров и два баса). Это близко к традиционному количеству певцов, занятых в венецианской опере. Партия Эвмета в середине второго акта изменяется с теноровой на партию кастрата-сопраниста, причиной этого, возможно, то обстоятельство, что сохранившаяся рукопись могла соединить в себе несколько исходных партитур. Для современных постановок последняя часть роли Эвмета обычно транспонируется, и вся партия исполняется тенором.
| Роль                           | Голос         | Появление                                                   | Примечание                                                                                                |
| ------------------------------ | ------------- | ----------------------------------------------------------- | --- |
| Человеческая Слабость          | меццо-сопрано | Пролог                                                      | |
| Время, бог                     | бас           | Пролог                                                      | |
| Фортуна, богиня                | сопрано       | Пролог                                                      | |
| Амур, бог                      | сопрано       | Пролог                                                      | Возможно, роль исполнялась мальчиком-сопрано, вероятно, Константино Манелли                               |
| Пенелопа, жена Улисса          | меццо-сопрано | Акт 1: I, X Акт 2: V, VII, XI, XII Акт 3: III, IV, V, IX, X | Первая исполнительница партии (в Венеции и Болонье) — Джулия Паолетти                                     |
| Эриклея, няня Пенелопы         | меццо-сопрано | Акт 1: I Акт 3: VIII, X                                     | |
| Меланто служанка Пенелопы      | сопрано       | Акт 1: II, X Акт 2: IV Акт 3: III                           | |
| Эвримах слуга женихов Пенелопы | тенор         | Акт 1: II Акт 2: IV, VIII                                   | |
| Нептун бог моря                | бас           | Акт 1: V, VI Акт 3: VII                                     | Возможно, в Венеции и Болонье, партию исполнял импресарио Франческо Манелли                               |
| Юпитер                         | тенор         | Акт 1: V Акт 3: VII                                         | Известный венецианский тенор, Джованни Баттиста Маринони, возможно, исполнял партию на премьере в Венеции |

### Синопсис
Действие происходит на острове Итака, через десять лет после Троянской войны. Использован перевод либретто на английский язык, выполненный Джеффри Данном для редакции оперы Реймонда Леппарда (1971), а также интерпретация Хьюго Уорд-Перкинса для записи на лейбле Brilliant Classics (2006) под руководством Серджио Вартоло.

### Пролог
Дух Человеческой Слабости (L’Umana fragilatà) подвергается насмешкам со стороны богов Времени (Tempo), Фортуны (Fortuna) и Амура (Amore). Человек, они утверждают, зависит от их прихоти: «От перемен Времени, от ласки Фортуны, от Амура и его стрел … Никакой пощады для тебя» (Il Tempo ch’affretta, Fortuna ch’alletta, Amor che saetta… Pietate non ha!). Они представляют человека «слабым, жалким и растерянным» (Fragile, misero, torbido quest’uom sarà).

### Акт 1

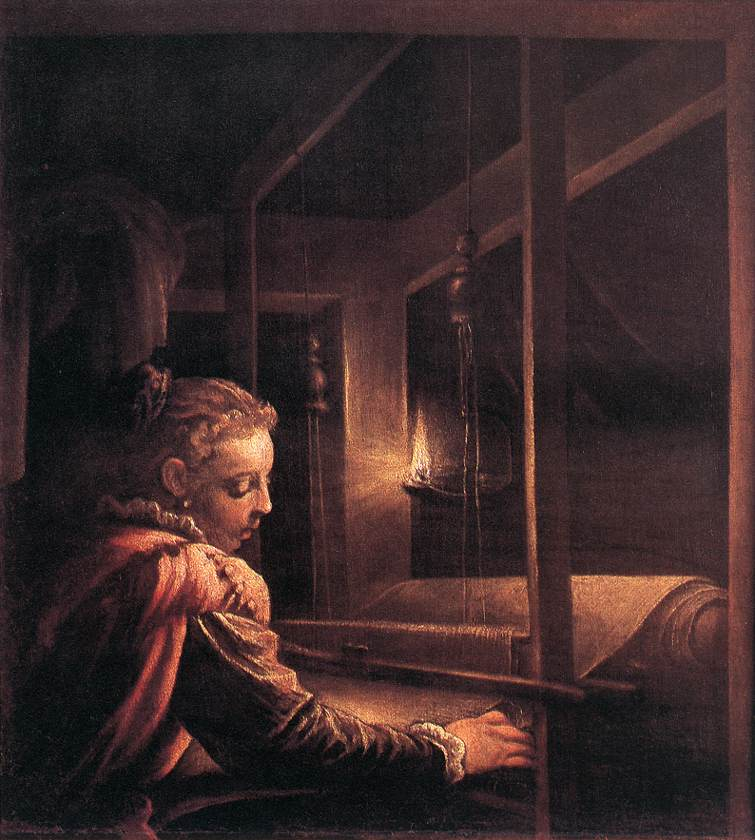
Л. Бассаньо. Пенелопа

Во дворце на Итаке Пенелопа скорбит в связи с долгим отсутствием Улисса: «ожидаемый, он не возвращается, и годы проходят мимо», её горю сочувствует няня, Эриклея. Как только Пенелопа уходит, её служанка Меланто вступает в разговор с Эвримахом, слугой Пенелопы, настойчиво ухаживающим за Меланто. Оба страстно воспевают свою взаимную любовь («ты моя сладкая жизнь»). Хитрый Эвримах вступил в союз с претендентами на руку Пенелопы, обосновавшимися во дворце, Меланто готова ему помогать.
На берегу Итаки спит Улисс, переправленный туда нарушившими запрет богов Юпитера и Нептуна (последний обрёк Улисса на вечные странствия, в наказание за ослепление его сына, циклопа Полифема) феаками. Боги мстят феакам, превращая их самих и их корабль в камень. Улисс просыпается и проклинает бросивших его феаков. От богини Минервы, которая появляется в образе мальчика-пастуха, Улисс узнаёт, что он находится на Итаке. Минерва рассказывает Улиссу о женихах, осаждающих Пенелопу. Она повелевает ему с её помощью вновь обрести родину и власть. Минерва превращает Улисса в старика, чтобы он мог проникнуть в свой дворец неузнанным. Улисс разыскивает верного Эвмета, Минерва — Телемака, сына Улисса, который поможет отцу вернуть себе власть на Итаке.
Дворец Улисса. Меланто уверяет Пенелопу, что Улисс погиб, и тщетно упрашивает её выбрать одного из женихов.
Иро, который делит стол с женихами, насмехается над Эвмеем, изгнанным из дворца. Последний опасается, что Улисс не вернётся и не наведёт порядок. Появляется Улисс в образе старика и предсказывает Эвмею возвращение хозяина. Эвмей, не узнав Улисса, даёт ему кров.

### Акт 2

Эберхард фон Вехтер. Возвращение Телемака

Минерва и Телемак прибывают на Итаку в колеснице. В роще его с радостью встречают Эвмет и Уллис, всё ещё в образе старика. Эвмет сообщает Пенелопе о возвращении Телемака, а также о том, что, по слухам, где-то рядом Улисс. Женихи Антиной, Писандр и Амфином восхваляют её и просят быть к ним милостивой. Однако Пенелопа прогоняет их. В Улисса ударяет огненная стрела с неба, сжигая его маскировку, его истинное лицо раскрыто для сына. Оба празднуют воссоединение. После Улисс посылает Телемака во дворец, обещая быть самому там в скором времени. Во дворце Меланто жалуется Эвримаху, что Пенелопа все ещё отказывается выбрать жениха. Вскоре после этого Пенелопа встречает троих претендентов — Антиноя, Писандра, Анфинома, и отвергает каждого из них, несмотря на все их усилия в пении и танцах. После отъезда женихов Эвмет сообщает Пенелопе о прибытии Телемака в Итаку, однако она сомневается. Эвмет слышит разговор женихов, из которого ясно, что они планируют убить Телемака. Однако, когда орел пролетает над их головами, они принимают это за недоброе знамение и отказываются от устранения Телемака. Вместе с тем они удвоили свои усилия, чтобы завоевать сердце Пенелопы, соблазнив её на это раз золотом. Вернувшись в рощу, Минерва рассказывает Улиссу, что она поможет ему уничтожить женихов. Снова приняв облик нищего, Улисс приходит во дворец. Здесь он получает вызов на бой от Иро, грозящего вырвать все волосы из его бороды. Улисс побеждает Иро. Пенелопа объявляет, что станет женой того, кто натянет тетиву на Улиссов лук. Ни один из троих женихов не справляется с поставленной задачей. Улисс, ко всеобщему удивлению, натягивает тетиву, но отказывается от награды. Затем, осуждая женихов и призывая на помощь богов, убивает всех троих претендентов.

### Акт 3

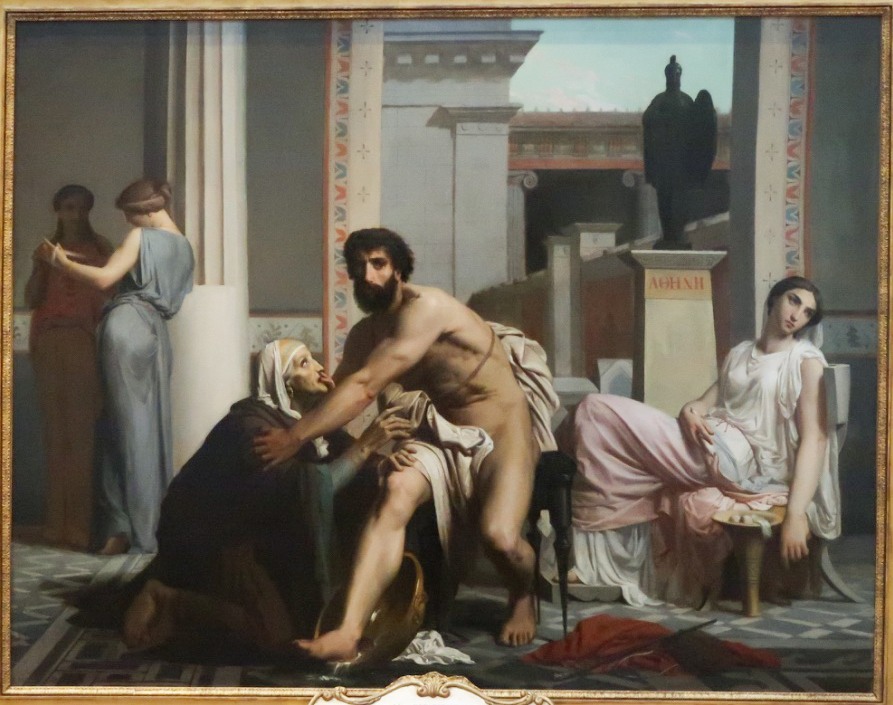
В. Бугро. Эриклея опознаёт Улисса

Лишившись поддержки женихов, Иро, после скорбного монолога, кончает жизнь самоубийством. Эвримах убит женихами, Меланто, потерявшая возлюбленного, предостерегает Пенелопу от новой опасности в лице неизвестного убийцы. Однако Пенелопе всё безразлично — она продолжает оплакивать Улисса. Эвмет и Телемак открывают ей истину — под лохмотьями нищего скрывается Улисс, однако Пенелопа не верит им. Действие переносится на небо: Юнона по просьбе Миневры убеждает Юпитера и Нептуна восстановить Улисса в его правах.
Дворец. Эриклея опознаёт Улисса по шраму на спине, но решает пока не говорить никому о своём открытии. Позднее, когда она всё-таки рассказывает о шраме Пенелопе, та всё ещё не верит, что муж жив. Лишь тогда, когда Улисс описывает их супружеское ложе, говоря о том, о чём могут знать только он и Пенелопа, жена признаёт его.

## История постановок

### Ранние постановки
«Возвращение Улисса на родину» впервые было поставлено во время Венецианского карнавала 1639—1640 года театральной труппой Манелли и Феррари. Точная дата премьеры «Возвращения…» неизвестна. По словам Картера, в первый сезон опера была исполнена не менее десяти раз, затем труппа Манелли играла её в Болонье, в Театре Кастровильани, а потом снова вернулась в Венецию, уже на карнавальный сезон 1640—1641 года . Судя по пометкам в сохранившейся партитуре, вполне вероятно, что первые выступления в Венеции были в пяти действиях, а трехактная форма была представлена уже либо в Болонье, либо во втором сезоне в Венеции.  Предположения итальянского музыковеда Нино Пирротты о том, что представление в Болонье было премьерой оперы, не подтверждается последующими исследованиями . Восстановление оперного спектакля в Венеции всего через один сезон после премьеры было очень необычным, почти уникальным для XVII века явлением и свидетельствует об успехе произведения Монтеверди — Рингер называет ее «одной из самых успешных опер века» . Картер предлагает свою причину привлекательности этого произведения для публики: «В опере достаточно секса, крови и элементов сверхъестественного, чтобы удовлетворить самый изысканный венецианский вкус» .
Одно время считалось, что премьера «Возвращения…» состоялась в Театре Сан-Кассиано, однако в настоящее время все исследователи сходятся на том, что наиболее вероятно, что в сезонах 1639-40 и 1640-41 годов опера игралась в театре Сан-Джованни-э-Сан-Паоло. Эта точка зрения подтверждается изучением графиков исполнения других венецианских опер, а также тем фактом, что труппа Манелли разорвала свою связь с театром Сан-Кассиано перед сезоном 1639-40. Театр Сан-Джованни-э-Сан-Паоло, принадлежащий семье Гримани, также станет местом проведения премьер опер Монтеверди «Коронация Поппеи» и «Свадьба Энея и Лавинии». С точки зрения сценографии «Возвращение…», по словам Картера, довольно простая опера, где требуются только три основные декорации — дворца, морского берега и рощи, — которые были более или менее стандартными для ранней венецианской оперы. Однако само представление требовало некоторых впечатляющих спецэффектов: по ходу действия корабль феаков превращается в камень, воздушная колесница перевозит Минерву, огненная стрела преображает Улисса.
После Венецианского возрождения 1640-41 годов нет никаких сведений о дальнейших представлениях «Возвращения…» в Венеции или где-либо еще до открытия в XIX веке рукописи партитуры оперы. Находка этой рукописи в Венской императорской библиотеке позволяет предположить, что когда-то опера ставилась там или, по крайней мере, задумывалась, возможно, для представления перед императорским двором. Исследователь творчества Монтеверди Алан Кертис датирует появление рукописи в Вене 1675 годом, во время правления императора Леопольда I, который был известным покровителем искусств, и оперы в частности. Как полагал Амброс, копировавший партитуру «Возвращения…», она была частью манускрипта Selva morale et spirituali («Нравственные и духовные блуждания») в общем переплёте, украшенном гербом императора.

### Современные постановки
Партитура Венской рукописи была опубликована Робертом Хаасом в 1922 году. Вскоре последовало первое современное исполнение оперы в редакции Венсана д'Энди в Париже 16 мая 1925 года. Следующие полвека опера ставилась лишь изредка. BBC представила «Возвращение...» британским слушателям в радиопередаче 16 января 1928 года, снова используя издание д'Энди. Итальянский композитор Луиджи Даллапиккола подготовил собственное издание, которое было исполнено во Флоренции в 1942 году, а версия Эрнста Кренека была показана в Вуппертале в 1959 году. Первой британской постановкой было концертное исполнение оперы в ратуше Сент-Панкрас в Лондоне 16 марта 1965 года с Английским камерным оркестром под управлением Фредерика Маршалла.
Опера получила более широкое распространение в начале 1970-х годов с постановками в Вене (1971) и Глайндборне (1972). Венский спектакль был поставлен по новой редакции, подготовленной Николаусом Арнонкуром, который впоследствии в сотрудничестве французским оперным режиссёром Жан-Пьером Поннелем поставил произведение Монтеверди во многих европейских городах. Представление оперы под руководством Поннелле в Эдинбурге в 1978 году в прессе получило отрицательную оценку; критик Стэнли Сэди высоко оценил работу исполнителей, но раскритиковал саму постановку за её «легкомыслие и настоящую грубость». В январе 1974 года «Возвращение…» впервые было поставлено в Соединенных Штатах Оперным обществом Вашингтона в Центре Кеннеди в редакции Арнонкура (дирижёр — Александр Гибсон). Опера была поставлена в Нью-Йоркском Линкольн-центре Нью-Йоркской городской оперой и впоследствии постановка была показана по всей территории Соединённых Штатов. В 2006 году постановка «Возвращения…» Дэвида Олдена — Иэна Макнила в Валлийской национальной опере была решена в радикальном современном духе: сцена была декорирована неоновыми вывесками и чучелами кошек, Нептун предстал перед зрителями в ластах и гидрокостюме, Миневра — в образе Амелии Эрхарт, а Юпитер по воле постановщиков превратился в мелкого мошенника. Эта интерпретация получила одобрение музыкального критика Анны Пикард: «Боги всегда были современными фантазиями, в то время как брошенная жена и униженный герой — вечные темы».
Немецкий композитор Ганс Вернер Хенце создал двухактную версию оперы Монтеверди, она была представлена на Зальцбургском фестивале 11 августа 1985 года и получила противоречивые отзывы критиков. С этого момента двухактные постановки становятся все более распространёнными. Южноафриканский художник и аниматор Уильям Кентридж разработал анимационную версию оперы с кукольными персонажами, используя около половины партитуры Монтеверди. Эта версия была показана в Йоханнесбурге в 1998 году, а затем гастролировала по всему миру, в том числе была показана в нью-йоркском Линкольн-центре в 2004 году и на Эдинбургском фестивале в 2009 году.

## Музыкальные особенности оперы
По мнению музыковеда Дениса Арнольда, хотя последние оперы Монтеверди сохраняют элементы более раннего ренессансного интермеццо и пасторальных форм, их можно справедливо считать первыми современными операми. Однако в 1960-х Дэвид Джонсон счел необходимым предупредить потенциальных слушателей «Возвращения…» о том, что если бы они ожидали услышать оперу, подобную произведениям Верди, Пуччини или Моцарта, они были бы разочарованы: «Вы должны подчиняться гораздо более медленному темпу, гораздо более целомудренной концепции мелодии, к вокальному стилю, который на первом или втором слушании просто похож на сухую декламацию и только при повторных слушаниях начинает приобретать необычайное красноречие». Несколько лет спустя Джереми Ноубл в обзоре Gramophone написал, что «Возвращение…» была наименее известной и наименее исполняемой из опер Монтеверди, «откровенно говоря, потому что его музыка не так последовательно полна характера и воображения, как у „Орфее“ или „Коронации Поппеи“». Арнольд назвал это произведение Монтеверди «гадким утёнком». Более поздние критики более позитивны в оценке оперы; для Марка Рингера «Возвращение…» — «самая нежная и трогательная из опер Монтеверди», в то время как, по мнению Эллен Розанд, способность композитора изображать реальных людей через музыку находит своё наиболее полное воплощение здесь, а несколько лет спустя в «Коронации Поппеи».
Музыка «Возвращения…» безошибочно раскрывает влияние ранних произведений композитора. Плач Пенелопы, открывающий действие I, напоминает и «Redentemi il mio ben» Орфея, и плач из «Ариадны». Воинственная музыка, которая сопровождает тему битв и убийство женихов, отсылает к «Сражению Танкреда и Клоринды». Для вокальных партий частично используются техники, которые композитор разработал в своём сочинении 1632 года Scherzi musicale.В то же время, в «Возвращении…», помимо вокальных партий, что типично для Монтеверди, развитие отношений между героями передаются посредством музыки по ходу действия. Пенелопа и Улисс с помощью «честной музыкальной и словесной декламации» (определение Рингера), берут верх над женихами, чьи стили «преувеличены и орнаментальны». Иро, возможно, «первый великий комический персонаж в опере», начинает свой монолог в третьем акте жалобным воплем, который простирается на восемь музыкальных тактов. 